# Majda Dobovišek Škodnik
Majda Dobovišek-Škodnik, slovenska gledališka igralka, * 15. avgust 1926, Jesenice, † 28. november 1990, Maribor.
Leta 1944 je postala članica Slovenskega narodnega gledališča na osvobojenem ozemlju, po osvoboditvi pa je bila med vodilnimi igralkami Drame SNG Maribor. Z darom za karakterizacijo in humornost in z izbranim govorom je ustvarila široko paleto oderskih likov. Igralsko pot je začela z vlogo Vide v politični drami Raztrganci M. Bora. Uspešna je bila v vlogah vročekrvnih, samosvojih, razkošnih žensk; v bogati igralski karieri je ustvarila okoli 50 gledaliških likov.